# بابا الیاس خراسانی
شیخ ابوالبقاء بابا الیاس خراسانی ، که به اختصار با نام بابا الیاس شناخته می‌شود، رهبر شورش بابایی علیه سلجوقیان روم بود. او پس از حمله مغول از امپراتوری خوارزمشاهیان به آناتولی مهاجرت کرد و در روستای الیاس که در آن زمان چات نام داشت، ساکن شد. شیخ ابوالبقاء بابا الیاس خراسانی به احتمال زیاد از امپراتوری خوارزمشاهیان که در جریان حمله مغول فروپاشید، به آناتولی مهاجرت کرد. هیچ چیز در مورد زندگی او قبل از آمدن به آناتولی مشخص نیست. طبق یکی از قدیمی‌ترین منابع درباره او، شرح حال مناقب‌القدسیه، نوشته نوه‌اش الوان چلبی در سال۱۳۳۲ میلادی، پس از ورود به آناتولی، در روستای چات، که اکنون با نام روستای الیاس شناخته می‌شود، در نزدیکی آماسیه ساکن شد. او یک خانه درویشی افتتاح کرد، شروع به گسترش فرقه وفاییه کرد و مریدان زیادی را دور خود جمع کرد. در حالی که منبع او را به عنوان خلیفه یک شیخ ترکمان به نام دده گارکین ذکر می‌کند، اما نام فرقه‌ای را که او به آن تعلق داشت، ذکر نمی‌کند. با این حال، به گفته عاشق پاشازاده که شیخی از همان سلسله بود، بابا الیاس به فرقه وفاییه تعلق داشت که توسط ابوالوفا بغدادی (متوفی ۱۱۰۷) تأسیس شده بود. بنابراین، می‌توان گفت که دده گارکین نیز به همین فرقه وابسته بوده است. این قابل درک است که طریقت وفاییه از قرن سیزدهم به بعد در آناتولی، به ویژه در میان جوامع ترکمان، گسترش یافت و در کنار سایر طریقت‌های غیرسنی مانند یسویه، قلندریه و حیدریه تا قرن چهاردهم به حیات خود ادامه داد.
در حالی که ادعا شده است که بابا الیاس یک طریقت مذهبی تحت نام بابایی تأسیس کرده است، می‌توان استدلال کرد که در واقعیت چنین نیست و این تصور غلط ناشی از فقدان تحلیل کامل شورش مذکور است. بابا الیاس یک طریقت مذهبی به نام خود تأسیس نکرد. او به عنوان شیخ طریقت وفاییه، که به آن تعلق داشت، درک صوفیانه‌ای متناسب با ترکمان‌های نیمه کوچ‌نشین در روستای چات ارائه داد که با وجود اینکه مدت زیادی از پذیرش اسلام نگذشته بود، هنوز برخی از باورهای قدیمی خود را حفظ کرده و بی‌سواد بودند. همچنین بسیار محتمل است که اندیشه‌های او تا حدودی تحت تأثیر اندیشه‌های اسماعیلی بوده باشد. بابا الیاس به عنوان مهدی معرفی می‌شد که ترکمان‌ها را که در شرایط اجتماعی و اقتصادی بسیار سختی زندگی می‌کردند و با مشکلات متعددی هم با مردم محلی و هم با نخبگان حاکم روبرو بودند، از ظلم و ستم حکومت سلجوقی رهایی خواهد بخشید. ترکمان‌ها با تمام وجود از دستورالعمل‌ها و تبلیغات او استقبال کردند، حتی تا آنجا که او را بابا رسول‌الله نامیدند.
در سال ۱۲۴۰، بابا الیاس فرماندهی واقعی قیامی را که علیه سلطان سلجوقی آناتولی، کیخسرو دوم، با هدف تصرف قدرت آماده کرده بود، به خلیفه خود، بابا اسحاق، سپرد. در حالی که بابایی‌ها در مراحل اولیه قیام موفق بودند و آناتولی جنوب شرقی و مرکزی را تصرف کردند، اولین شکست خود را در آماسیه متحمل شدند. بابا الیاس که در قلعه آماسیه پناه گرفته بود، توسط نیروهای مبارزالدین ارمغان‌شاه محاصره، دستگیر و اعدام شد. گروه دیگری به رهبری بابا اسحاق به آنجا رسیدند اما نتوانستند شیخ خود را نجات دهند و به سمت قونیه حرکت کردند. با این حال، پس از رسیدن به دشت مالیا در نزدیکی قرشهر، بابایی‌ها برای بار دوم توسط ارتش سلجوقی به شدت شکست خوردند و بابا اسحاق کشته شد. بنابراین، شورش سرکوب شد.

جنبش مذهبی-صوفی که توسط بابا الیاس با این شورش آغاز شد، پس از مرگ او از طریق پسرش مخلص پاشا و سایر خلفا، به ویژه در آناتولی مرکزی و غربی گسترش یافت. این امر باعث ظهور جنبش ابدالان روم در زمان تأسیس امپراتوری عثمانی و در نهایت فرقه بکتاشیه شد. از همه مهم‌تر، این امر راه را برای تشکیل گروه‌هایی که در اسناد و وقایع‌نگاری‌های عثمانی در قرن شانزدهم با نام قزلباش یا رافضی شناخته می‌شدند، هموار کرد. وقتی همه این موارد در نظر گرفته شود، مشخص می‌شود که بابا الیاس شخصیتی است که یکی از تأثیرگذارترین نقش‌ها را در تاریخ اجتماعی و مذهبی ترکیه ایفا کرده است.

## منبع
- Ocak, Ahmet Yaşar (1991). "Baba İlyas". TDV Encyclopedia of Islam, Vol. 4 (Âşik Ömer – Bâlâ Külli̇yesi̇) (به ترکی استانبولی). Istanbul: Turkiye Diyanet Foundation, Centre for Islamic Studies. p. 368. ISBN 9789753894319.